# Dance Bailalo
"Dance Bailalo" là đĩa đơn đầu tiên ở album thứ hai của Kat DeLuna, album Inside Out. Bài hát này đến "Magalenha" từ Sérgio Mendes. Phiên bản tiếng Tây Ban Nha của bài hát chỉ được gọi là "Bailalo". Cũng có một bản Remix có tựa đề "Go Girl (Dance Bailalo)"

## Thông tin bài hát
Với "Unstoppable" một đĩa đơn chính thức từ phim Confessions of a Shopaholic, Kat DeLuna và Universal Motown quyết định để "Dance Bailalo" là đĩa đơn đầu tiên của album Inside Out. Vào ngày 6 tháng 4 năm 2009, "Dance Bailalo" được trình diễn lần đầu trên sóng radio của NYC, tần số 97.9.

## Phát hành
Đĩa đơn này đã được phát hành ở iTunes vào ngày 5 tháng 5 năm 2009. Sắp tới, đĩa đơn này sẽ có một video.

## Xếp hạng
| Bảng xếp hạng (2009)   | Vị trí cao nhất |
| ---------------------- | --------------- |
| Latin Tropical Airplay | 34              |
| Hot Dance Airplay      | 20              |
| Latin Rhythm Airplay   | 32              |

## Liên kết tham khảo
Bailalo On iTunes Lưu trữ ngày 5 tháng 3 năm 2016 tại Wayback Machine

In Studio During Recording